# Pěnčín (powiat Liberec)
Pěnčín – gmina w Czechach, w powiecie Liberec, w kraju libereckim. Według danych z dnia 1 stycznia 2014 liczyła 687 mieszkańców.